# Frank Arnau
Frank Arnau, bautizado con el nombre de Heinrich Schmitt (9 de marzo de 1894 en el Expreso del Oriente, cerca de Viena-† 11 de febrero de 1976 en Múnich), fue un escritor, filatelista, y publicista alemán exiliado en el Brasil de 1939 a 1955.

## Vida y recepción
Como opositor del nacional-socialismo, Arnau huyó a Holanda, y después a Francia, España, Suiza y, finalmente, Brasil. A causa de su obra La peste marrón, publicada en 1934, su nombre fue colocado en la llamada lista de Einstein. Durante su permanencia en Brasil, Arnau publicó siete novelas policiacas en portugués y francés. Según una estadística de 1970, 1,4 millón de ejemplares de sus libros fueron vendidos.
Arnau es considerado "una de las figuras más notorias y controvertidas de la historia del exilio" por ser considerado como agente o espía. Él vivía en Río de Janeiro, donde trabajó como colaborador del Correio da Manhã y como consejero de las embajadas del Reino Unido y de Estados Unidos. "Sus trabajos cartográficos tuvieron importancia especial para los periódicos brasileños".

### Obras en español
- La cadena cerrada. Versión de Enriqueta Sevillano. Barcelona: Atenas D.G., 1934.
- El arte de falsificar el arte: tres mil años de fraudes en el comercio de antigüedades. Traducción de Juan Godo Costa. Barcelona: Editorial Noguer, 1961.
- El Brasil de Brasilia. Versión de Mariano Orta Manzano. Barcelona: Juventud, 1963.
- Historia de la policía. Barcelona: Luis de Caralt, 1966.
- Asfalto ardiente en Rio. Traducido del alemán por Enrique Ortega Masía. Barcelona: Veron, 1972.
- El caso de los guantes grises. Traducido del alemán por Enrique Ortega Masiá. Barcelona: Veron, 1972.
- Heroína. Traducido del alemán por Enrique Ortega Masiá. Barcelona: Veron, 1972.
- Asesinato en Hollywood. Traducido del alemán por Enrique Ortega Masiá. Barcelona: Veron, 1972.
- Silencioso como una sombra. Traduzido del alemão por Enrique Ortega Masiá. Barcelona: Veron, 1974.

### Obras en otros idiomas (selección)
- À sombra do Corcovado. Río de Janeiro: Vecchi, 1940/1941. (en portugués)
- Tiros dentro da noite. Río de Janeiro: Vecchi, 1940/1941. (en portugués)
- A luta na sombra. Río de Janeiro: Vecchi, 1940/1941. (en portugués)
- A cadeia fechada. Río de Janeiro: Vecchi, 1940/1941. (en portugués)
- A face do poder. Río de Janeiro: Vecchi, 1940/1941. (en portugués)
- Un meurtre légal. Río de Janeiro: Chantecler, 1943. (en francés)
- A grande muralha. Río de Janeiro: Vecchi, 1944. (en portugués)
- Por que os homens matam. Río de Janeiro: Civilização Brasileira, 1966. (en portugués)
- Der verchromte Urwald: Licht und Schatten über Brasilien. Con 62 fotos y diversas ilustraciones. Frankfurt: Umschau Verlag, 1958 / Río de Janeiro: Civilização Brasileira, 1966. (en alemán) (Reseña en alemán en Der Spiegel, 4 de noviembre de 1959.)
- Wer nicht glaubt an Wunder ist kein Realist: jüdische Witze. Freiburg im Breisgau: Hyperion, 1966. (en alemán)
- Zuchthaus–Tragödie. Pieza de teatro inédita. (en alemán)